# Oxyeleotris urophthalmus
Oxyeleotris urophthalmus är en fiskart som först beskrevs av Bleeker, 1851.  Oxyeleotris urophthalmus ingår i släktet Oxyeleotris och familjen Eleotridae. Inga underarter finns listade i Catalogue of Life.